# Soweto (Moshi)
Soweto ist ein Verwaltungsbezirk (Ward) des Distrikts Moshi (MC) in der tansanischen Region Kilimandscharo.

## Geografie
Soweto liegt im Nordosten von Tansania im westlichen Zentrum der Regionshauptstadt Moshi. Die Grenze im Norden bildet die Nationalstraße T2, im Westen der Fluss Karanga, im Osten und im Süden liegt der Flughafen Moshi.
Der Bezirk grenzt im Norden an Kilimandscharo, im Nordosten an Kiusa, im Südosten an Korongoni und im Westen an Shirimatunda und Karanga. Bei der Volkszählung 2022 lebten 15.219 Menschen in 4537 Haushalten auf einer Fläche von 2,8 Quadratkilometern.

## Gliederung
Der Bezirk besteht aus drei Stadtteilen (Mtaa):
- Sabasaba
- Wailes
- Khambaita

## Wirtschaft und Infrastruktur
- Bildung: Im Bezirk gibt es drei weiterführende Schulen.[9] Die Korongoni Secondary School ist eine staatliche Schule,[10] die Bendel Memorial Secondary School eine katholische Schule[11] und die Kilimanjaro-Academy eine kleine Privatschule mit Öffentlichkeitsrecht.[12]
- Gesundheit: Das St. Joseph Hospital wurde 2001 als Gesundheitszentrum eröffnet und ist seit 2004 ein Krankenhaus. Es wird von den „Schwestern Unserer Lieben Frau vom Kilimandscharo“ geführt und versorgt Patienten ambulant und stationär.[13] Daneben gibt es eine staatliche Apotheke im Stadtteil Sabasaba.[14]